# (300182) 2006 WJ53
(300182) 2006 WJ53 es un asteroide perteneciente al cinturón de asteroides descubierto el 16 de noviembre de 2006 por el equipo del Catalina Sky Survey desde el Catalina Sky Survey, Arizona, Estados Unidos.

## Designación y nombre
Designado provisionalmente como 2006 WJ53.

## Características orbitales
2006 WJ53 está situado a una distancia media del Sol de 3,098 ua, pudiendo alejarse hasta 3,822 ua y acercarse hasta 2,375 ua. Su excentricidad es 0,233 y la inclinación orbital 17,22 grados. Emplea 1992,61 días en completar una órbita alrededor del Sol.

## Características físicas
La magnitud absoluta de 2006 WJ53 es 15,5. 